# Curtis Harris
Curtis Harris (27 de junio de 2001) es un actor infantil de origen estadounidense. Es principalmente conocido por el papel de «Miles Preston» en la serie de Nickelodeon, The Haunted Hathaways.

## Vida y carrera
Curtis Harris nació el 27 de junio de 2001 en el estado de California, al suroeste de los Estados Unidos y su hermano menor, Caleel, también es actor. Ha declarado que su deporte favorito es el baloncesto. Comenzó a actuar desde los ocho años, cuando interpretó a un niño llamado Tyler en un episodio de Grey's Anatomy. Desde 2013, encarna como coprotagonista a Miles Preston en The Haunted Hathaways, una serie de Nickelodeon.

## Filmografía

### Televisión
| Televisión  | Televisión            | Televisión         | Televisión                | Televisión |
| Año         | Título                | Personaje          | Notas                     |            |
| ----------- | --------------------- | ------------------ | ------------------------- | ---------- |
| 2009        | Grey's Anatomy        | Tyler              | Aparición en 1 episodio.  |            |
| 2009        | FlashForward          | Zack               | Aparición en 2 episodios. |            |
| 2010        | Modern Family         | Niño número 3      | Aparición en 1 episodio.  |            |
| 2011        | Community             | Shawn              | Aparición en 1 episodio.  |            |
| 2011        | Special Agent Oso     | Isaac (voz)        | Aparición en 1 episodio.  |            |
| 2010 - 2012 | Fringe                | Christopher Boyles | Aparición en 2 episodios. |            |
| 2012        | The First Family      | Jackson            | Aparición en 1 episodio.  |            |
| 2012 - 2013 | Doctora Juguetes      | Henry (voz)        | Aparición en 3 episodios. |            |
| 2012 - 2013 | Crash & Bernstein     | Scottie            | Aparición en 4 episodios. |            |
| 2013        | Sam & Cat             | Niño número 1      | Aparición en 1 episodio.  |            |
| 2013 - 2015 | The Haunted Hathaways | Miles Preston      | Coprotagonista.           |            |
| 2014        | The Thundermans       | Miles Preston      | Aparición en 1 episodio.  |            |
| 2014        | AwesomenessTV         | Él mismo           | Aparición en 1 episodio.  |            |

### Cine
| Cine | Cine                                 | Cine        | Cine          | Cine |
| Año  | Título                               | Personaje   | Notas         |      |
| ---- | ------------------------------------ | ----------- | ------------- | ---- |
| 2009 | Touched                              | Hayden      | Película.     |      |
| 2010 | Eyes to see                          | Julio       | Cortometraje. |      |
| 2011 | Little in common                     | CJ Burleson | Película.     |      |
| 2012 | Abraham Lincoln: cazador de vampiros | Young Will  | Película.     |      |